# Scantropolis
Scantropolis — пятый студийный альбом немецкой метал-группы Scanner, выпущенный в 2002 году на лейбле Massacre Records.
Период записи пятого студийного альбома под названием Scantropolis ознаменовался очередной сменой вокалиста — на этот раз им стала певица Лиза Крофт. Изначально, вместо Лизы планировалось использовать голос Крис Шмитт, концертной бэк-вокалистки группы, с её участием было записано демо, которое получило одобрение от лейбла, однако, она не согласилась быть ведущей вокалисткой, ссылаясь на собственные страхи и ответственность. В итоге, после продолжительных поисков, в группу была принята Лиза Крофт, которая однако, «не была и вполовину так хороша, как Крис (Шмитт)».
Записанный с Лизой Scantropolis имел в результате средние отклики среди поклонников группы. От первоначального состава коллектива к тому времени остался лишь один Аксель. Для записи басовых партий снова был приглашен басист Марк Саймон, который также выступил и как звукоинженер при записи этого альбома.

## Список композиций
Тексты всех композиций написаны Акселем Юлиусом, кроме Engel Brechts, автор — Бертольт Брехт.
| №                   | Название                                     | Музыка               | Длительность |
| ------------------- | -------------------------------------------- | -------------------- | ------------ |
| 1.                  | «Till the Ferryman Dies»                     | Юлиус                | 5:11         |
| 2.                  | «Hallowed Be My Name»                        | Юлиус                | 5:20         |
| 3.                  | «Flight of the Eagle»                        | Юлиус                | 4:07         |
| 4.                  | «Turn of the Tide»                           | Юлиус                | 4:07         |
| 5.                  | «Always Alien»                               | Юлиус, Саймон        | 4:45         |
| 6.                  | «Engel Brechts»                              | Юлиус                | 3:43         |
| 7.                  | «Sister Mary»                                | Юлиус                | 5:49         |
| 8.                  | «The Gambler»                                | Юлиус                | 4:30         |
| 9.                  | «R.I.P. (Rest in Pain)»                      | Юлиус, Саймон, Крофт | 3:16         |
| 10.                 | «Till the Ferryman Dies (live in Stockholm)» | Юлиус                | 5:51         |
| Общая длительность: | Общая длительность:                          | Общая длительность:  | 48:39        |

## Участники записи
- Лиза Крофт — вокал;
- Аксель Юлиус — электрогитара, клавишные, хор, звук, сведение;
- Тило Заун — электрогитара;
- Марк Саймон — бас-гитара, клавишные, бэк-вокал
- Ян Зиммер — ударные;
- Йоханнес Брунн — клавишные;
- Крис Шмитт — клавишные и вокал;
- Wayne A. Graves — голос;
- Lisa — хор и бэк-вокал;
- Frank Napierala — хор и бэк-вокал;
- Уэйн Гревейс — звукоинженер;
- Марк Саймон — звукоинженер

## Издания
Помимо оригинального немецкого издания, в 2002 году было выпущено также российское (на лейбле Art Music Group).